# Tolmerus weinbergae
Tolmerus weinbergae är en tvåvingeart som beskrevs av Hradsky och Bosak 2006. Tolmerus weinbergae ingår i släktet Tolmerus och familjen rovflugor. Inga underarter finns listade i Catalogue of Life.